# Ріпино (Оренбурзький район)
Рі́пино (рос. Репино) — село у складі Оренбурзького району Оренбурзької області, Росія.

## Населення
Населення — 344 особи (2010; 374 у 2002).
Національний склад (станом на 2002 рік):
- росіяни — 72 %